# Ига Швьонтек
Ига Наталия Швьо̀нтек (на полски: Iga Natalia Świątek) е професионална полска тенисистка. В момента тя е световна номер 4 на сингъл в ранглистата на женската тенис асоциация (WTA), като преди това е държала върха 125 седмици. Швьо̀нтек е шесткратна шампионка от Големият шлем, печелейки четири пъти Ролан Гарос (2020, 2022, 2023, 2024), веднъж Откритото първенство на САЩ (2022) и веднъж Уимбълдън (2025) – единствената полякиня, печелила турнири от този калибър.

## Кариера
На юношеско ниво има златен олимпийски медал на двойки от младежката олимпиада в Буенос Айрес през 2018 г., където се състава заедно с Кая Юан. Същата година печели юношеския Уимбълдън на сингъл и юношеския Ролан Гарос на двойки.
Първото си участие в турнир на ITF записва през 2016 г., на 15-годишна възраст. Първият си трофей в ITF тура печели през октомври 2016 г. в Стокхолм, като побеждава на финала Лаура-Йоана Паар. През 2017 г. триумфира на турнирите в Бергамо и Гьор, а през 2018 г. печели 4 титли – в Шарим Ел Шиех, Пелхам, Откритите първенства на Унгария и Канада. Благодарение на титлите си в последните два турнира влиза за първи път в топ 200 на световната ранглиста.
През 2019 г. за първи път влиза в тура на Женската тенис асоциация. Дебютът ѝ в WTA тура е на Откритото първенство на Австралия и достига втори кръг. На турнира в Лугано през април достига финал, но губи от Полона Херцог. Ударът ѝ от форхенд в полуфинала срещу Кристина Плишкова печели наградата за най-красива точка на годината. На Ролан Гарос Швьонтек достига до четвъртия кръг. На Уимбълдън полякинята отпада в първия кръг, а на Откритото първенство на САЩ достига до втория. Приключва годината под номер 61 в ранглистата.
През 2020 г. отново достига до четвърти кръг на Откритото първенство на Австралия и достига третия кръг в САЩ. Поради пандемията от коронавирус Ролан Гарос се провежда през септември 2020 г. Швьонтек печели турнира без загубен сет, а запомняща се е победата ѝ срещу Симона Халеп, като преди двубоя румънската тенисистка е в серия от 17 поредни победи. Успехът във Франция изстрелва Швьонтек до 17-та позиция в ранкинга, като тя печели и наградата на WTA за най-развила се тенисистка през годината, както и приза на феновете.
През февруари 2021 г. печели турнира в Аделаида, което е нейна първа титла от WTA тура.
През 2022 започва сезона като стартира в турнира в Аделаида, където на полуфинала отстъпва на  австралийската Ашли Барти.Първият ѝ турнир от Големия шлем за сезона е Откритото първенство на Австралия, където достига до полуфинала и благодарение на извоюваните точки отново достига 4. Масто в ранглистата на WTA.Следва участие на турнира в Дубай, а след това и в Доха, където побеждавайки естонката Анет Контавейт печели втора шампионска титла в турнир от този ранг. Благодарение на тази победа Ига Швьонтек си връща четвъртото място в световната ранглиста, изравнявайки досегашния си рекорд. 

## Успехи

### Титли на сингъл
| №  | Дата           | Турнир               | Противник          | Резултат      |
| 1. | октомври 2016  | Стокхолм, Швеция     | Лаура-Йоана Паар   | 6:4, 6:3      |
| 2. | февруари 2017  | Бергамо, Италия      | Мартина ди Джузепе | 6:4, 3:6, 6:3 |
| 3. | май 2017       | Гьор, Унгария        | Габриела Хорачкова | 6:2, 6:2      |
| 4. | февруари 2018  | Шарм Ел Шейх, Египет | Бритт Гойкенс      | 6:3, 6:1      |
| 5. | април 2018     | Пелхам, САЩ          | Али Кийк           | 6:2, 6:0      |
| 6. | септември 2018 | НЕК Оупън, Унгария   | Катарина Завацка   | 6:2, 6:2      |
| 7. | септември 2018 | Монтрьо, Швейцария   | Кимбърли Циберман  | 6:2, 6:2      |
| 8. | октомври 2020  | Ролан Гарос, Франция | София Кенин        | 6:4, 6:1      |
| 9. | февруари 2021  | Аделаида, Австралия  | Белинда Бенчич     | 6:2, 6:2      |

| Легенда             |
| Голям шлем (1)      |
| Мастърс Къп (0)     |
| Олимпийски игри (0) |
| Серии Мастърс (0)   |
| WTA тур (1)         |
| ITF (7)             |